# Baleycourt
Baleycourt est un lieu-dit français du département de la Meuse, incluant une zone industrielle et faisant partie de la commune de Verdun.

## Géographie
Du point de vue hydrographique, cette localité est située sur la Scance. D'autre part, elle est traversée par la route D603 et a possédé une gare sur la ligne de Saint-Hilaire-au-Temple à Hagondange.

## Toponymie
Anciennement mentionné : Vallonis-curtis (940) ; Ballonis-curtis (952, 980, 1015) ; Terra Sanctæ Mariæ de Ballenis-Cruce (962) ; Ad Ballos-curtem, de Balleia-curtis (962) ; Barlei-curtis (1047) ;  In villa de Ballecourt (1269) ; Ad-Baleicurt (XIIIe siècle) ; Balecourt (1384) ;  Baleycourt (1420) ; Balleicourt (1422) ; Bellecourt (1502) ; Ballecourt (1502) ; Bellecour (1624) ; Baleicourt (1674) ;  Balacourt (1676) ;  Balaicour (1700) ; Balaycourt (1724).

## Histoire
La localité de Baleycourt a dépendu du Luxembourg, puis du Verdunois (bailliage et prévôté de Verdun).
Il y avait à Baleycourt une forteresse placée sous la protection du Luxembourg et qui eut à soutenir plusieurs siéges dirigés par les évêques de Verdun ; ceux-ci finirent par s'en emparer, et ils la détruisirent vers 1420.
Il résulte du dénombrement de 1724 qu'à cette époque, Baleycourt, était encore maison forte, haute justice et gruerie.
Baleycourt a donné son nom à une maison de nom et d’armes fort illustre et ancienne, qui est depuis longtemps éteinte et dont les armoiries étaient : Burelé en fasce d’argent et de gueules de dix pièces, au franc quartier d'azur, à la croix alisée d'or.

## Économie
Le groupe agro-alimentaire Lactalis et l'entreprise chimique Ineos possèdent des usines dans cette zone industrielle.

## Lieux et monuments
- Ancien hôpital militaire
- Ouvrage de Baleycourt